# Complexo de Marromeu
O Complexo de Marromeu é um conjunto de áreas de conservação declarado sítio Ramsar, ou seja, uma terra húmida de importância internacional, localizado no distrito do mesmo nome, em Moçambique. Foi registado pela Convenção em 2004 .
Cobrindo uma área de 6880 km², na margem sul do delta do Zambeze, o Complexo é formado pelas Coutadas Oficiais 10, 11, 12 e 14 e pela Reserva Especial de Protecção de Búfalos de Marromeu. É limitado a sul pela escarpa de Cheringoma. O meio ambiente é muito variado, incluindo savanas, pântanos, florestas de miombo e mangais, proporcionando habitats para uma grande número de espécies, incluindo espécies protegidas.
O Complexo é considerado um “ponto-quente” de biodiversidade abrigando vários mamíferos de grande porte, como o búfalo-africano, hipopótamo, zebra, leão e pala-pala. A avifauna é igualmente rica e a região é utilizada para nidificação de cerca de 20% da população de grou-carunculado, Bugeranus carunculatus, do mundo, e ainda do pelicano-branco, Pelecanus onocrotalus, e pelicano-rosado, Pelecanus rufescens, enquanto os mangais abrigam a águia-pescadora-africana, Haliaeetus vocifer, garças, guarda-rios, flamingos, incluindo o flamingo-pequeno e o comum, maçaricos e corvos marinhos.